# وسام ليفرهيلم

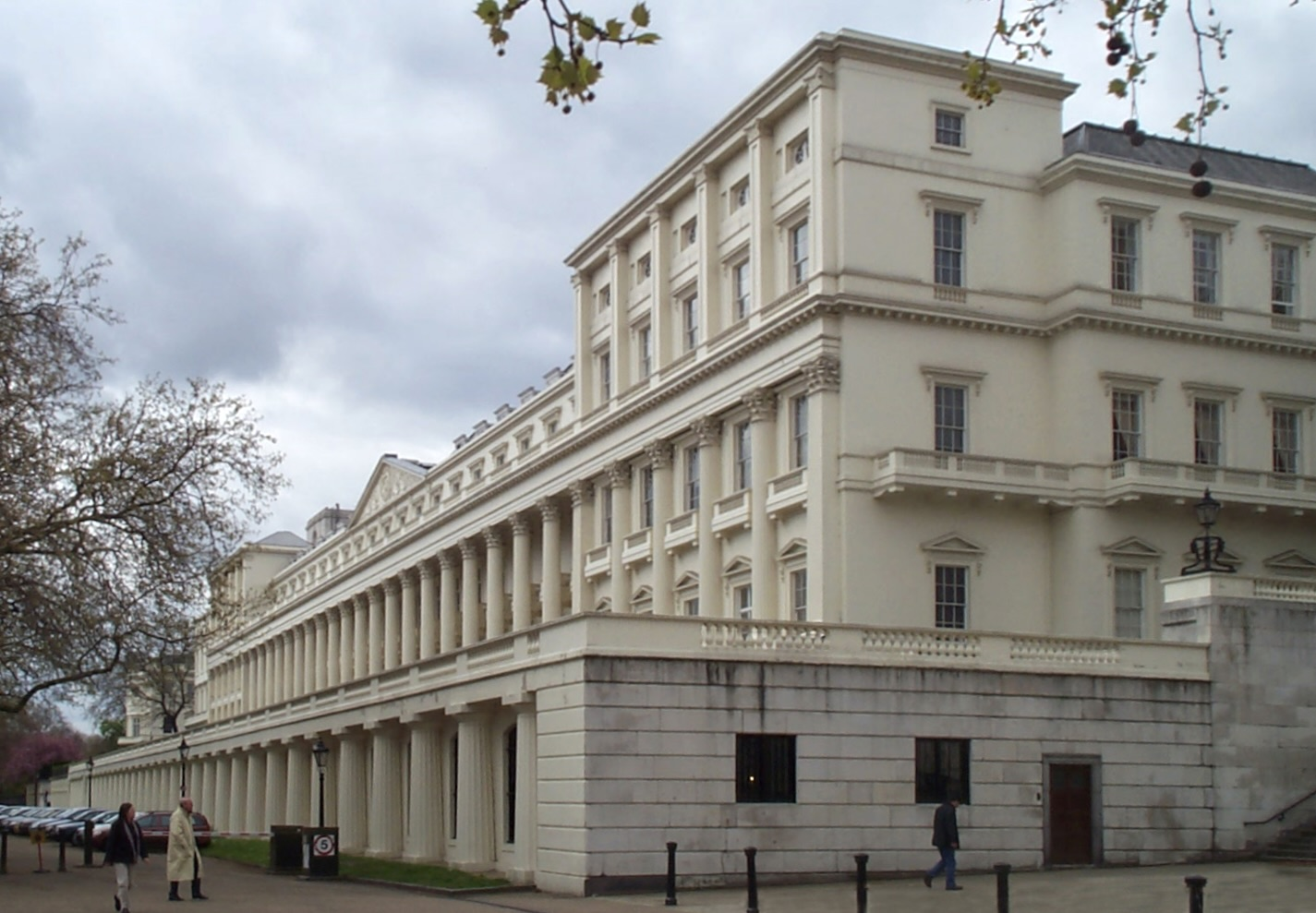

يمنح وسام ليفرهيلم كل ثلاث سنوات من قِبل الجمعية الملكية للمساهمات الهامة في الكيمياء سواءً كانت نظرية أو تطبيقية أو في الهندسة الكيميائية، تم إنشاء الجائزة في عام 1960 تحت رعاية صندوق ليفرهيلم بمناسبة الذكرى 300 لتأسيس الجمعية ويحصل الفائز بالإضافة إلى الوسام على مبلغ 2000 جنيه إسترليني، آخر فائز بالجائزة كان كونستانتين نوفوسيلوف في عام 2013 لعمله الثوري على مادة الجرافين والبلورات ثنائية الأبعاد وخواصها والتي فتحت المجال للعديد من التطبيقات في الألكترونيات والطاقة، منذ إنشاء الجائزة تم منحها 17 مرة، وعلى عكس ميداليات الجمعية الملكية الأخرى مثل الوسام الملكي لم يتم منحها لأمرأة أو لنفس الشخص في أكثر من مناسبة، وقد فاز مواطني المملكة المتحدة في جميع المرات باستثناء مرة واحدة فاز فيها الهندي مان موهان شارما في عام 1996 وذلك لجهوده في ديناميكية التفاعلات الكيميائية متعددة المراحل في العمليات الصناعية، اثنان من الفائزين بوسام ليفرهيلم حازا أيضًا على جائزة نوبل في الكيمياء وهما أرشر مارتين الذي فاز بجائزة نوبل في عام 1952 وفاز بالوسام في 1963 لاكتشافاته الثورية في الاستشراب وتطبيقاته وكذلك سيريل هنشلوود الحائز على جائزة نوبل في عام 1956 والفائز بالوسام في 1960 نظير إسهاماته البارزة في الكيمياء الفيزيائية.

## الحائزون على الوسام
| العام | الاسم                | السبب |
| ----- | -------------------- | --- |
| 1960  | سيريل هنشلوود        | لإسهاماته البارزة في الفيزياء الكيميائية                                                                                      |
| 1963  | أرشر مارتين          | لاكتشافاته في الاستشراب وتطبيقاته.                                                                                            |
| 1966  | أليك أيسيجونيس       | لمساهمات المتميزة في تصميم السيارات.                                                                                          |
| 1969  | هانز كرونبرجر        | لإسمهاماته العديدة في بحوث المفاعلات النووية وتنميتها بالإضافة لكونه قيادي وباحث في بارز في جميع فروع مجال تخصصه.             |
| 1972  | جون آدامز            | لعمله في تطوير مسرعات الجسيمات وفيزياء البلازما.                                                                              |
| 1975  | فرانسيس ليزلي روز    | لمساهمات المميزة في تطبيق العلوم الكيميائية في المجال الصناعي.                                                                |
| 1978  | فريدريك إدوارد وارنر | لعمله المميز كمهندس استشاري على المستوى الوطني أو العالمي في العديد من فروع الهندسة الكيميائية وخاصة في مجال مكافحة التلوث.   |
| 1981  | ستانلي هوكر          | |
| 1984  | جون فرانك ديفيدسون   | |
| 1987  | جورج وليام جراي      | |
| 1990  | راي فريمان           | |
| 1993  | جون شيبلي رولنسن     | |
| 1996  | مان موهان شارما      | |
| 1999  | جاك إدوارد بالدوين   | |
| 2002  | نيكولاس هاندي        | |
| 2005  | جون فريدريك نوت      | |
| 2008  | أنتوني تشيثام        | لاكشتافه ووصفه مواد جديدة وإظهار القدرة على تحفيزها وتخزينها.                                                                 |
| 2010  | مارتن بولياكوف       | لاسهاماته البارزة في مجال الكيمياء الخضراء والموائع فوق الحرجة والتي دفعت الهندسة الكيميائية خطوة للأمام                      |
| 2013  | كونستانتين نوفوسيلوف | لعمله الثوري على مادة الجرافين والبلورات ثنائية الأبعاد وخواصها والتي فتحت المجال للعديد من التطبيقات في الألكترونيات والطاقة |